# Nordiska samarbetet

Det nordiska samarbetets symbol

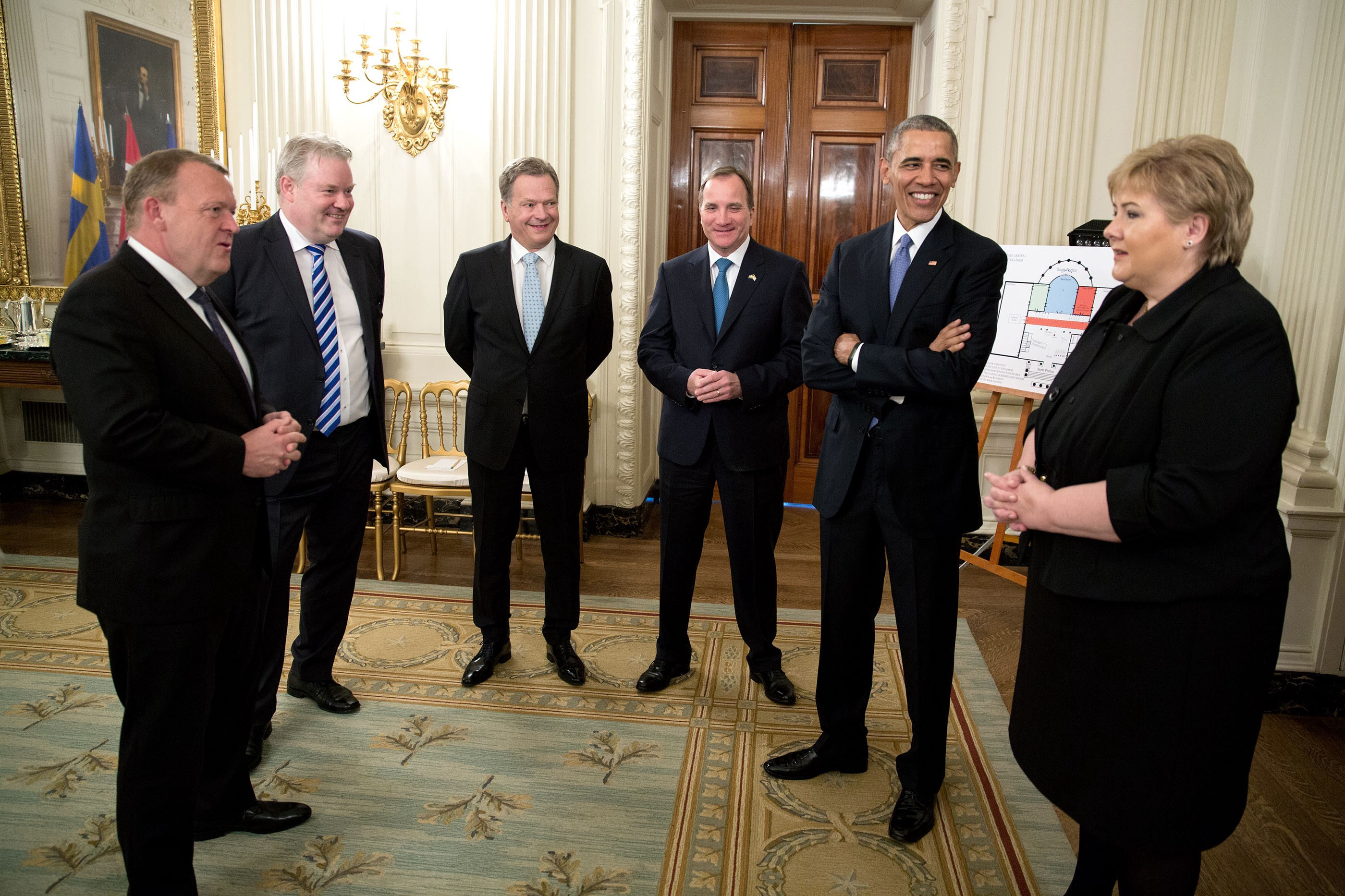
Möte mellan USA:s president Barack Obama och de nordiska ledarna i Vita huset i maj 2016.

Det nordiska samarbetet är ett mellanstatligt samarbete mellan de nordiska staterna Danmark, Finland, Island, Norge och Sverige samt de självstyrande områdena Färöarna, Grönland och Åland. Samarbetet är ett av de mest långtgående i sitt slag och berör bland annat rättsliga frågor, kultur, socialpolitik, ekonomi och miljö.
Samarbetet upprättades efter andra världskriget och konsoliderades genom Helsingforsavtalet, som trädde i kraft den 1 juli 1962. En stor del av samarbetet sker inom ramen för Nordiska rådet och Nordiska ministerrådet, som samlar representanter för de deltagande staterna och självstyrande områdena på regerings- eller parlamentsnivå.
Till skillnad från Europeiska unionen saknar det nordiska samarbetets institutioner befogenhet att anta beslut med direkt effekt. Istället baserar sig samarbetet på antagandet av konventioner och andra internationella avtal, som medlemsstaterna sedan genomför i sin nationella lagstiftning. Vissa delar av det nordiska samarbetet har sedan Danmarks, Finlands och Sveriges inträde i unionen samt efter Islands och Norges tillträde till Europeiska ekonomiska samarbetsområdet i praktiken ersatts av unionsrättens bestämmelser.

## Historia
Nordiska rådet inrättades 1952. Flera konventioner antogs på 1950-talet, bland annat de som skapade den nordiska passunionen. Helsingforsavtalet undertecknades den 23 mars 1962 och trädde i kraft den 1 juli samma år. Avtalet formaliserade samarbetet.

## Symbol
Nordiska rådet och Nordiska ministerrådets logga Svanen symboliserar de nordiska ländernas samarbete och är även den officiella symbolen för nordiska samarbetet.

## Utbredning
Det nordiska samarbetet omfattar de nordiska staterna Danmark, Finland, Island, Norge och Sverige samt de självstyrande områdena Färöarna, Grönland och Åland.

## Institutioner
Det nordiska samarbetet har två centrala institutioner: Nordiska rådet, bestående av representanter för de olika parlamenten, och Nordiska ministerrådet, bestående av representanter för regeringarna. Sammanträden sker på regelbunden basis.

## Konventioner och överenskommelser
En rad konventioner, överenskommelser och andra internationella avtal har antagits sedan 1950-talets början inom ramen för det nordiska samarbetet. Vissa av konventionerna är långtgående och innebär en harmonisering mellan de nordiska staterna som går utöver motsvarande bestämmelser inom EU. I vissa fall har bestämmelserna i praktiken ersatts av unionsrätten, till exempel vad gäller avskaffandet av de gränskontrollerna vid de inre nordiska gränserna.

## Relation till Europeiska unionen
Trots ett nära samarbete i Nordiska rådet och Nordiska Ministerrådet finns det ett flertal betydande olikheter när det kommer till ländernas europeiska integration. Sverige, Danmark och Finland är medlemmar i Europeiska unionen vilket inte Norge och Island är. Norge och Island är i stället medlemmar av Europeiska frihandelssammanslutningen. Alla nordiska länder är dock med i Europeiska ekonomiska samarbetsområdet och Schengensamarbetet. På senare år har Schengensamarbetet uppslukat den nordiska passunionen, som det i praktiken ersatt. Samtidigt finns det ett antal områden inom vilka det nordiska samarbetet är mer långtgående och fortfarande har en stor betydelse för samarbetet och integrationen inom Norden. Norden har efterhand visat sig passa bra in det regionsperspektiv, som länge funnits med i EU:s diskussioner om framtidsutveckling och genom samarbetet med Ryssland och de baltiska länderna har en ny viktig uppgift vuxit fram för att stärka ett större närmande, samarbete, en förbättrad säkerhets-, demokrati- och miljöutveckling samt handels-, forsknings- och kulturutbyte. För detta har man även initierat projektet Den nordliga dimensionen. 
Efterhand har alltfler initiativ tagits för att förnya och stärka Nordiska rådets funktion som regionparlament inom EU och att stärka och marknadsföra Norden och dess rådssamverkan internationellt som ett föredöme, inte minst mot bakgrund av alltmer problem inom EU och dess medlemsländerTill skillnad från Benelux finns det ingen uttrycklig bestämmelse i Europeiska unionens fördrag som tar hänsyn till det nordiska samarbetet. Fördragen föreskriver dock att internationella avtal som medlemsstaterna har ingått före det att de har blivit medlemmar i unionen fortsätter att vara giltiga, även om de är i strid med unionsrättens bestämmelser. Dock måste varje medlemsstat vidta alla nödvändiga åtgärder för att så snabbt som möjligt undanröja eventuella motstridigheter. Det nordiska samarbetet kan därför i praktiken endast utformas i den mån det överensstämmer med unionsrätten.